# María Isabel Baena
María Isabel Baena Mejía (Pereira, 1 de junio de 1977) es una ex-golfista colombiana. 
Sus triunfos en el golf empezaron desde que era joven: entre 1990 y 1993 formó parte de los equipos que representaron a Colombia en el Campeonato Sudamericano de Golf, obteniendo la victoria en las categorías Prejuvenil (en Uruguay, Paraguay y Venezuela), Juvenil (en Perú) y Copa Los Andes (en Colombia).
Posteriormente, en 1996 fue campeona individual y por equipos del Torneo Nacional Universitario de los Estados Unidos (organizado por la NCAA) con la Universidad de Arizona.
Ingresó a la rama profesional de los Estados Unidos en 1999, donde obtuvo trece 'top ten' en sus ocho primeros años. En 2005 fue la campeona del Mundial Match Play de la LPGA.
Baena anunció su retiro del golf a finales de 2009, debido a problemas de salud que venía presentando desde tres años atrás. Previamente, en agosto de 2007, se había sometido a una cirugía de la cadera; ésta no tuvo el éxito que se esperaba y dejó como secuelas algunas molestias que le impedían a la golfista desempeñarse correctamente en el campo.